# Parc national des Alpes albanaises
Le parc a été créé à partir du regroupement du parc national de Thethi, du parc national de la vallée de Valbona et de la réserve naturelle de Gashi.
Le Parc national des Alpes albanaises (en albanais Parku Kombëtar Alpet e Shqipërisë) est le plus grand parc national d'Albanie. Créé en 2022, le parc national est situé dans le nord de l'Albanie et couvre une superficie de 8844 hectares (88 km²). La chaîne de montagnes la plus importante est celle des Alpes albanaises, qui donnent également leur nom au parc national. La plupart des sommets albanais de plus de 2 000 m se trouvent ici, y compris le plus haut sommet des Alpes Dinariques, Maja e Jezercës. Le parc comprend des glaciers, des vallées, des rivières, des montagnes, des cascades, des forêts denses et plusieurs formations rocheuses. Il se caractérise par ses zones très reculées qui possèdent un vaste écosystème préservé, en grande partie intact. Le parc a été créé pour protéger divers écosystèmes et la biodiversité ainsi que le patrimoine culturel et historique de la région. La région a également été identifiée comme une zone importante pour les oiseaux et les plantes.
Le parc borde le Monténégro au nord et le parc naturel régional de Nikaj-Mërtur au sud.
Le parc a été créé à partir du regroupement du parc national de Thethi, du parc national de la vallée de Valbona et de la réserve naturelle de Gashi. Le parc national de Thethi a été créé en 1966, couvrant 2 630 ha (26,3 km2) autour de la plus grande partie de la vallée de Shala,. Le parc national de la vallée de Valbona a été créé en 1996. En 2017, Thethi a été déclaré centre historique protégé,.
Comme la plupart des Alpes albanaises, le parc est dominé par des roches calcaires et dolomitiques et présente des caractéristiques karstiques majeures telles que le canyon de Grunas et la paroi sud d'Arapi, considérée comme la plus haute paroi rocheuse des Balkans.

## Flore
Malgré sa superficie limitée, le parc se distingue par une flore très diversifiée avec des estimations qui varient entre 1500 et 1650 espèces de plantes parmi lesquelles 70 espèces sont en voie de disparition,. Thethi fait partie d'un vaste écosystème préservé, en grande partie intact. D'un point de vue biogéographique, l'écorégion terrestre des forêts mixtes des montagnes dinariques du biome des forêts mixtes et feuillues tempérées du Paléarctique se trouve dans le parc. On trouve trois types de forêts dans le parc. La forêt de chênes s'étend d'une altitude comprise entre 600 mètres et 800 mètres et est dominé, entre autres, par le chêne d'Autriche, le charme d'Orient, l'houblon, le cornouiller et le frêne orné. Le sol hêticole est principalement couvert de hêtres communs, de sapins blancs et de sycomores, entre 900 et 1 900 mètres. L'étage alpin, situé à une altitude comprise entre 1 900 et 2 300 mètres, est caractérisé par des plantes herbacées et des arbustes parmi lesquels les plus remarquables sont le genévrier et le saule. Les plantes les plus importantes de cet étage comprennent le pâturin alpin, l'aster alpin, le lotier et le lotier corniculé.

## Faune
Seules 20 espèces de mammifères ont été recensées sur le territoire du parc. De grands mammifères tels que l'ours brun, le chevreuil, le chamois ainsi que des espèces rares ou menacées comme le loup gris, le lynx et la chèvre sauvage habitent le parc. 50 espèces d'oiseaux ont été observées, dont l'aigle royal, le faucon crécerellette, la sittelle, le rouge-gorge, le merle noir, la pie-grièche écorcheur, le grand tétras et la perdrix bartavelle. En raison des hivers rigoureux, le parc compte peu d’espèces de reptiles et d’amphibiens. Au total, 10 espèces de reptiles et 8 espèces d'amphibiens résident dans le parc, dont la salamandre alpine, la grenouille commune, le triton alpin et la truite brune.

## Galerie

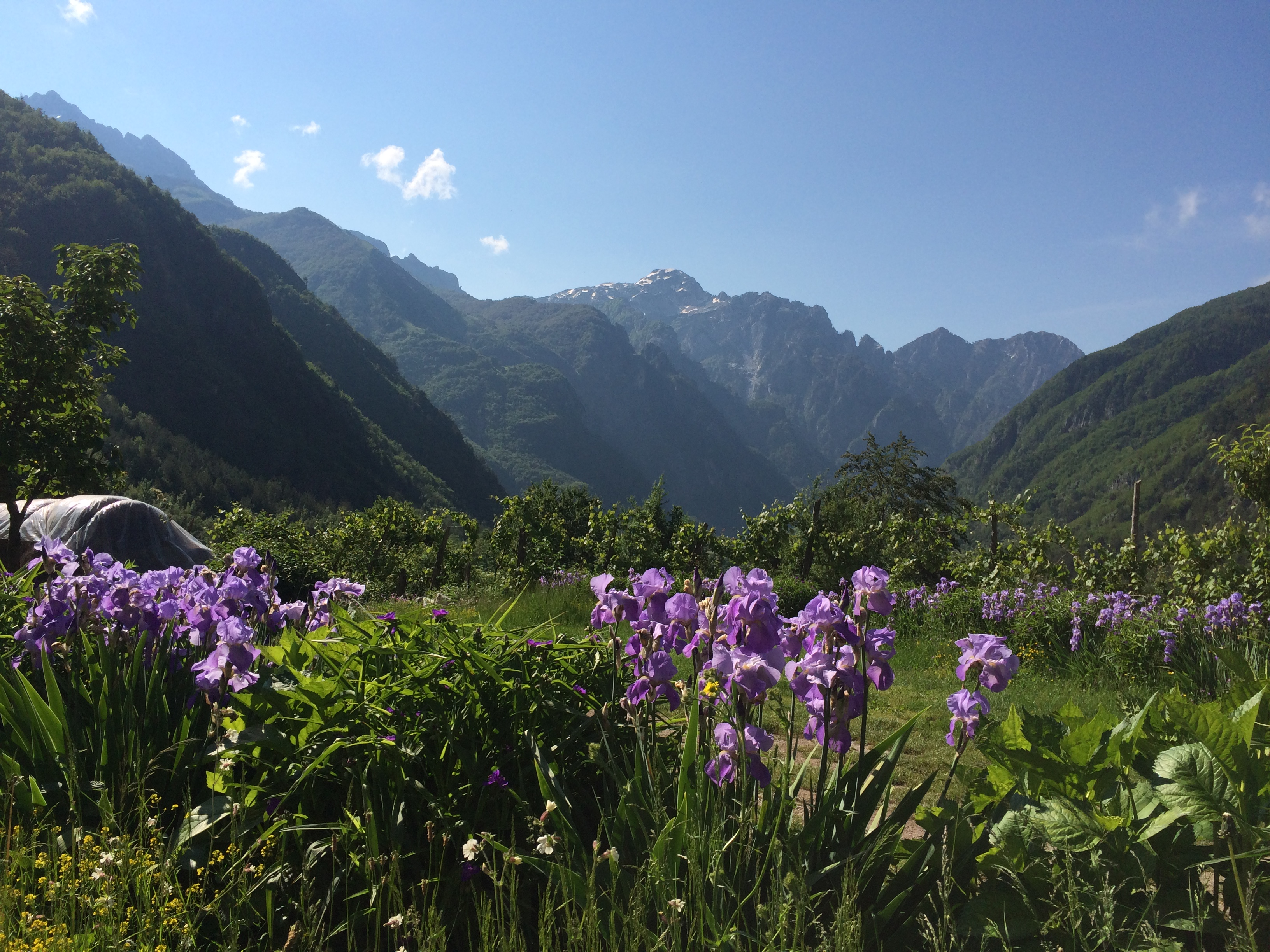
La Tulipa albanica est une espèce endémique des Alpes albanaises
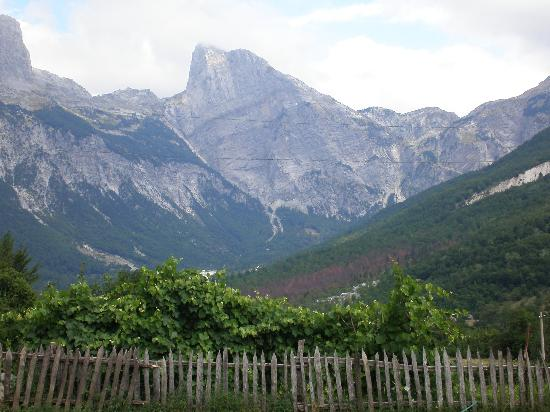
Arapi, la plus longue grotte horizontale du pays
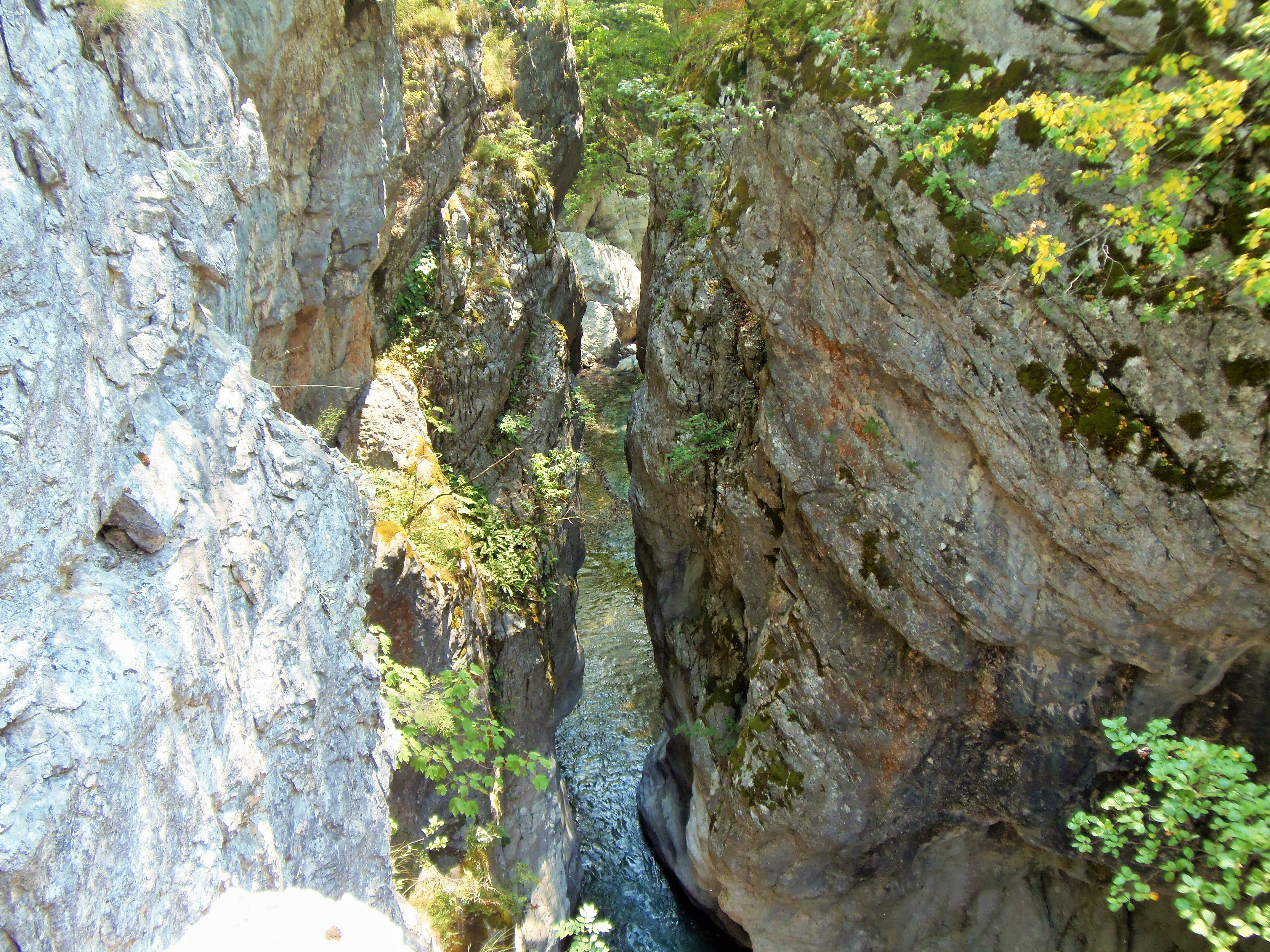
Le canyon de Grunas